# 巴特劳西克
巴特劳西克（德語：Bad Lausick，發音：[ˈbaːt ˈlaʊzɪk] ⓘ）是德国萨克森州莱比锡县的城市，面积145.31平方千米，2023年12月31日人口为8,207人。